# 兰桡湖公园站
兰桡湖公园站是长春轨道交通6号线的地铁站，位于中国吉林省长春市南关区华远路与前进大街交叉口，于2024年3月28日开通。

## 车站结构
兰桡湖公园站位于华远路与前进大街交叉口，沿华远路设置，呈东西走向，为地下二层岛式站台车站，车站长231.25米，标准段宽19.7米，车站地下一层为站厅层，地下二层为站台层，站台设置全高站台门。
| 地面              | 出入口 | A、B、C、D出入口                                                                                              |
| 地下一层          | 站厅   | 客服中心、自动售票机、验票机                                                                                  |
| 地下二层          | 站台   | \| \| \| █ 6号线往双丰（市法院） \| \| 島式 · 開左邊车门 \| \| \| \| \| \| █ 6号线往长影世纪城（轨道集团） \| |
|                   |        | █ 6号线往双丰（市法院）                                                                                       |
| 島式 · 開左邊车门 |        | |
|                   |        | █ 6号线往长影世纪城（轨道集团）                                                                               |

## 车站出口
兰桡湖公园站共设4个出入口，各出口及周围设施如下所示：
| 编号                  | 出入口信息               | 照片 | 无障碍设施 |
| --------------------- | ------------------------ | ---- | ---------- |
| 出口 · A              | 华远路北侧，前进大街西侧 |      | 不適用     |
| 出口 · B              | 华远路北侧，前进大街东侧 |      | 不適用     |
| 出口 · C · 升降机标志 | 华远路南侧，前进大街东侧 |      |            |
| 出口 · D              | 华远路南侧，前进大街西侧 |      | 不適用     |
| 註： 設有             |                          |      |            |

## 接驳交通

### 公交车
| 南部新城 | 南部新城         | 南部新城 | 南部新城    | 南部新城 |
| 编号     | 路线             | 路线     | 路线        | 备注     |
| -------- | ---------------- | -------- | ----------- | -------- |
| 75       | 朝阳区第二中医院 | ⇆        | 中铁逸都D区 | 原 202   |
| G124     | 富锋购物中心     | ⇆        | 太阳城      |          |
| G149     | 南城枫景         | ⇆        | 车城花园    |          |

## 车站历史
本站工程名为前进大街南站，正式站名为兰桡湖公园站，以车站临近的兰桡湖公园命名。
- 2021年10月22日，车站主体结构封顶[2]。
- 2024年3月28日，车站随6号线通车开通[1]。